# 9741 Solokhin
9741 Solokhin è un asteroide della fascia principale. Scoperto nel 1987, presenta un'orbita caratterizzata da un semiasse maggiore pari a 2,3073835 UA e da un'eccentricità di 0,1622761, inclinata di 6,58185° rispetto all'eclittica.